# 坎涂花
坎涂花是一种花卉，常见于中南美洲。坎涂花是秘鲁和玻利维亚的国花。